# آکیرا تاکابه
آکیرا تاکابه (انگلیسی: Akira Takabe؛ زادهٔ ۹ مهٔ ۱۹۸۲) بازیکن فوتبال اهل ژاپن است.
از باشگاه‌هایی که در آن بازی کرده‌است می‌توان به باشگاه فوتبال توکیو وردی اشاره کرد.